# Campeonato Sudamericano de Clubes de hockey sobre patines
El Campeonato Panamericano de Clubes de hockey sobre patines, sucesor desde 2019 del anterior Campeonato Sudamericano es una competición internacional que se disputa en América anualmente, desde 1982. Participan los equipos mejor clasificados en los distintos campeonatos nacionales del continente americano, y además permite participar por invitación a algunos clubes procedentes de países de otros continentes como Angola.
Su organización ha correspondido a distintas entidades, si bien solamente se consideran como oficiales las ediciones que fueron directamente organizadas por la Confederación Sudamericana del Patín hasta 2018, y por Word Skate America desde 2019.
El campeón clasifica a la Copa Intercontinental de hockey sobre patines contra el representante de Europa, normalmente el ganador de la Liga Europea de hockey sobre patines.

## Antecedentes
En noviembre de 1952 se organizó un primer Campeonato de Clubes en la ciudad argentina de Córdoba con la participación de los quintetos argentinos Harrods Gath & Chaves y Colegio Suizo de Buenos Aires, más Unión Estudiantil de San Juan; los brasileños de Internacional de Regatas; y Universidad Católica de Chile. El título fue para Harrods.
Esta primera experiencia motivó a los directivos de la Universidad Católica de Chile a organizar la segunda versión de este certamen. El Estadio Chile, en abril de 1953, cobijó a seis elencos donde el local Audax Italiano se proclamó campeón, secundado por Everton de Viña del Mar, Telecomunicaciones de Buenos Aires, Universidad Católica, Colegio Suizo y Platense de Montevideo. Sin embargo, un sector de la prensa hizo notar la ausencia de los que eran considerados los dos mejores equipos sudamericanos de aquellos tiempos: el argentino Harrods Gath & Chaves y el chileno Thomas Bata. Además, durante el desarrollo de este campeonato en Santiago se organizó un cónclave con la asistencia de directivos chilenos, argentinos, uruguayos y brasileños. Tras intercambios de opiniones, se fundó la Confederación Sudamericana del Patín encabezada por el chileno Carlos Mourgues.
Dos años después se organizó una tercera edición en Argentina, aunque todavía sin carácter oficial. Sin embargo, el naciente organismo dejó en el archivo la realización de un campeonato oficial que reuniera a los mejores clubes de la zona, debiendo pasar tres décadas hasta que finalmente en 1982 se convocó la primera edición oficial del campeonato.

## Evolución
La primera edición oficial se celebró en la ciudad argentina de San Juan con la participación de siete equipos: los dos primeros clasificados en los campeonatos argentino, brasileño y chileno, más el Estudiantil de San Juano t como equipo anfitrión, resultando como primer campeón continental el brasileño Sertaozinho Hóquei Clube. Desde entonces el campeonato se celebra regularmente de forma anual, habiendo dejado de disputarse únicamente en los años 1995, 2002 y 2003. Algunos hechos destacados a lo largo de la historia del campeonato han sido:
- En 1984 no se pudo organizar el campeonato antes de que finalizara el año, posponiéndose hasta marzo de 1985. La edición propia de este año se celebró en el mes de octubre, siendo por tanto el año 1985 el primero en el que se han disputado dos ediciones.
- En 1987 participó por primera vez un equipo colombiano, el Lamprea.
- En 1998 se invitó a participar al equipo mexicano Femepar, otorgando oficiosamente al campeonato la condición de "panamericano". Lo mismo ocurrió en 2007 al participar el también mexicano Patín Sport. En ambos casos, el equipo mexicano quedó clasificado en última posición.
- En 2004 participó por primera vez un equipo uruguayo, el Platense Patín Club.
- En 2007 el campeonato se pospuso al año 2008, y el de 2008 se celebró en junio de 2009. En noviembre de 2009 se disputó el campeonato propio de ese año, recuperándose de este modo el ritmo normal de celebración al final de cada año natural.
- En 2011 se invitó a la selección de Angola, la cual se encontraba preparando el campeonato del mundo de 2013 que se iba a celebrar en su país, y en 2012 participó también un combinado angoleño con el nombre de Clube Amigos do Hockey, siendo estas las únicas participaciones en el campeonato de clubes no americanos.
- En 2013 la XXVIII edición fue anulada después de su conclusión a causa del grave conflicto surgido entre clubes y federaciones durante el transcurso del campeonato.
- En 2014, como consecuencia de las graves desavenencias ocurridas el año anterior no se pudo organizar un nuevo campeonato, disputándose en su lugar una edición no oficial en Buenos Aires organizado por la Confederación Argentina.
- En 2015 ya se pudo disputar la XXIX edición de forma oficial, aunque todavía sin la participación de ningún club brasileño, no volviéndose a la normalidad hasta la siguiente edición de 2016.
- En 2017 la edición celebrada en Argentina no tuvo carácter oficial.
- En 2019 se organizó como Campeonato Panamericano por la WSA, aunque solamente participaron clubes sudamericanos.
- En 2020 la CSP decidió celebrar el Campeonato Sudamericano bienalmente en los años pares, dejando los impares para la celebración del Campeonato Panamericano.
- En 2021 estaba prevista la celebración de los I Juagos Sudamericanos de los Deportes sobre Ruedas que incluirían un campeonato equivalente en la modalidad de hockey sobre patines. Pospuestos de junio a noviembre, a causa de la pandemia, finalmente se celebraron en mayo de 2022, dándole la CSP el reconocimiento como Campeonato Sudamericano de 2021.

## Sedes y participantes
El campeonato se celebra en formato torneo en una única sede en cada edición a lo largo de una semana. Las treinta y dos ediciones disputadas se han repartido únicamente entre tres países: Argentina en 13 ocasiones, Brasil en 12 ocasiones y Chile en 6 ocasiones. Las ciudades que más veces han sido la sede del campeonato han sido Sertaozinho y Ciudad de San Juan en 6 ocasiones cada una, seguidas por Santiago de Chile en 5 ocasiones .
A lo largo de las treinta y tres ediciones oficiales disputadas entre 1982 y 2022 han participado en el Campeonato Sudamericano un total de ochenta clubes distintos, pertenecientes a siete países:
- Argentina: 34 clubes.

1. Provincia de San Juan. Club Deportivo Unión Estudiantil, de San Juan (1982, 1985, 1987, 1988, 1991, 1993, 1994, 1996, 1997, 2000, 2001, 2005, 2007, 2009, 2010, 2022); Club Atlético Colón Junior, de San Juan (1982); Concepción Patín Club (1983, 1984, 1986, 1988, 1989, 1994, 1996, 1999, 2000, 2004, 2005, 2006, 2007, 2008, 2009, 2010, 2016, 2018, 2019, 2022); Unión Vecinal de Trinidad (1984, 1985, 1986, 1987, 1989, 1990, 1994, 1997, 1998, 2004, 2005, 2011, 2018, 2022); Club Atlético Social San Juan (1987, 1991, 1998, 2018, 2022); Olimpia Patín Club, de  Trinidad (1993, 1998, 2001, 2005, 2006, 2010, 2011, 2016, 2022); Club Unión Deportiva Bancaria, de San Juan (2000, 2022); Club Atlético Palmira (2001); Club Centro Valenciano, de San Juan (2007, 2015, 2019, 2022); Club Atlético Unión, de Villa Krause (2009, 2013, 2015, 2022); SEC Hockey (2022); Médano de Oro Hockey, de San Juan (2022); Hockey Club Huarpes, de San Juan (2022); Club Hispano Hockey, de San Juan (2022); Club Richet Zapata (2022); Union Deportiva Caucetera, de Villa Colón (2022); Club Sarmiento Albardón, de San Juan (2022)
2. Provincia de Mendoza. Atlético Club San Martín (1982, 1984, 1990, 2022); Casa de Italia, de San Martín (1990, 1997, 2001, 2015, 2016, 2019, 2022); Club Leonardo Murialdo, de Guaymallén (1991, 1993, 2018, 2019, 2022); Andes Talleres Sport Club, de Godoy Cruz (1996, 2001, 2004, 2005, 2006, 2007, 2008, 2016, 2018, 2022); Club Petroleros YPF, de Godoy Cruz (2008, 2009, 2015); Club Social Deportivo Impsa, de Godoy Cruz (2015); Club Banco Mendoza, de Chacras (2019, 2022); CD Cultural Barrio de Rivadavia (2022); Club Social Deportivo Lomas de Rivadavia (2022), Club Social y Deportivo Bernardino Rivadavia (2022)
3. Provincia de Buenos Aires. Quilmes Atlético Club (1983); Club Atlético Huracán, de Buenos Aires (1985, 1993, 1994, 1996, 2000, 2006, 2011, 2012, 2015, 2016, 2018, 2022); Club Atlético San Lorenzo de Almagro, de Buenos Aires (1986, 1988, 2012, 2015, 2018, 2019); CD Americana de Cambios (1996); Club Atlético Estudiantil Porteño, de Buenos Aires (2012, 2015, 2016); Club Ciudad de Buenos Aires (2015, 2019); Club de Gimnasia y Esgrima, de Buenos Aires (2015), River Plate (2022)
4. Provincia de Paraná. Recreativo Entre Ríos (2022)

- Chile: 16 clubes. CE Manuel de Salas (1982, 1983, 2000, 2001); Thomas Bata (1982, 1984, 1986, 1987, 1990, 2005, 2006, 2007, 2015, 2016); Apumanque (1983); Universidad Católica (1984, 1996, 1998, 2001, 2005, 2007, 2010, 2012, 2013, 2016, 2019); Universidad del Bío Bío (1985); Universidad de Chile (1986, 1993, 2000, 2004, 2008, 2009, 2010, 2012); UMCE (1987, 1990, 1994 y 1997); San Miguel (1990); Universidad de Santiago (1993); Instituto León Prado (1996, 1997, 1998, 1999, 2000, 2004, 2011, 2015, 2019); Huachipato (1997); Estudiantil San Miguel (2000, 2001, 2004, 2005, 2010, 2013, 2019, 2022); San Agustín Hockey Club (2009, 2013); Llano Subercaseaux (2010, 2019); HC San Jorge (2022); Hockey Patín Independiente La Florida (2022); Club Red Star, de Macul (2022)
- Colombia: 11 clubes. Lamprea (1987); Gran Colombia (1988); Malta Cervunión Antioquía (1997); D´Rapeg (1998, 2000. 2001); Winers (2001); Pastas La Muñeca (2005); Internacional Bogotá (2012); Mimbre HC Quindio (2012); Manizales HC (2015, 2016, 2018); Falcon Búfalos (2016), Club Deportivo Corazonista Bogotá (2018, 2019).
- Brasil: 9 clubes.

1. Estado de São Paulo. Sertaozinho Hóquei Clube (1982, 1983, 1985, 1986, 1987, 1988, 1990, 1991, 1993, 1994, 1996, 1997, 1998, 1999, 2004, 2007, 2011); Club Internacional de Regatas, de Santos (1982, 1984, 1985, 1998, 2005, 2018); Associação Portuguesa de Desportos,de Sao Paulo (1983, 1984, 1990, 1991, 1994, 2016, 2018); A.D.C. Smar Hóquei Clube, de Sertaozinho (1986, 1987, 1988, 1989); Sociedade Esportiva Palmeiras, de Sao Paulo (1993, 1994, 1996, 1997, 1998).
2. Estado de Pernambuco. Sport Club do Recife (1986, 1988, 1994, 1996, 2004, 2006, 2007, 2008, 2011, 2012, 2018); Clube Portugues do Recife (1991, 1999, 2000, 2006, 2008, 2010, 2011); Clube Náutico Capibaribe, de Recife (2006, 2008).
3. Estado de Río de Janeiro. Esporte Clube Correas, de Petropolis (2004).

- Uruguay: 4 clubes. Platense Patín Club (2004, 2015); Maldonado HPC (2015); Pinamar HP (2015); Club Patín del Sur (2016).
- México: 2 clubes. Femepar (1998); Patín Sport (2007).
- Angola: 2 clubes. Selección Nacional (2011); Clube Amigos do Hockey (2012).

## Historial
| Ed.    | Año  | Sede         | Tabla de clasificaciones  | Tabla de clasificaciones  | Tabla de clasificaciones  | Tabla de clasificaciones  |
| Ed.    | Año  | Sede         | Campeón                   | Subcampeón                | Tercer clasificado        | Cuarto clasificado        |
| ------ | ---- | ------------ | ------------------------- | ------------------------- | ------------------------- | ------------------------- |
| (*)    | 1952 | Córdoba      | Club Harrods G&A          | Unión Estudiantil         | Club Suizo B.A.           | Universidad Católica      |
| (*)    | 1953 | Santiago     | Audax Italiano            | Everton Viña del Mar      | Club Comunicaciones       | Universidad Católica      |
| (*)    | 1955 | Argentina    | Club Comunicaciones       | Universidad Católica      |                           |                           |
| I      | 1982 | San Juan     | Sertaozinho Hóquei Clube  | Atlético Club San Martín  | Unión Estudiantil         | CE Manuel de Salas        |
| II     | 1983 | Sertaozinho  | Concepción Patín Club     | CE Manuel de Salas        | Sertaozinho Hóquei Clube  | Portuguesa de Desportos   |
| III    | 1984 | San Juan     | Unión Vecinal Trinidad    | Concepción Patín Club     | Atlético Club San Martín  | Internacional de Santos   |
| IV     | 1985 | Sertaozinho  | Sertaozinho Hóquei Clube  | Unión Vecinal Trinidad    | Unión Estudiantil         | Club Atlético Huracán     |
| V      | 1986 | San Juan     | Concepción Patín Club     | Unión Vecinal Trinidad    | Sertaozinho Hóquei Clube  | ADC Smar Sertaozinho      |
| VI     | 1987 | Santiago     | Unión Vecinal Trinidad    | Unión Estudiantil         | Atlético Social San Juan  | ADC Smar Sertaozinho      |
| VII    | 1988 | Sertaozinho  | Unión Estudiantil         | Sertaozinho Hóquei Clube  | Concepción Patín Club     | ADC Smar Sertaozinho      |
| VIII   | 1989 | Buenos Aires | Unión Vecinal Trinidad    | Unión Estudiantil         |                           |                           |
| IX     | 1990 | Santiago     | Unión Vecinal Trinidad    | Sertaozinho Hóquei Clube  | Portuguesa de Desportos   | Estudiantil San Miguel    |
| X      | 1991 | Recife       | Sertaozinho Hóquei Clube  | Unión Social San Juan     | Unión Estudiantil         | L. Murialdo Guaymallén    |
| (*)    | 1992 | Argentina    | Unión Estudiantil         | Unión Social San Juan     | Concepción Patín Club     | Universidad de Chile      |
| XI     | 1993 | Buenos Aires | Unión Estudiantil         | Olimpia PC Trinidad       | Club Atlético Huracán     | Universidad de Chile      |
| XII    | 1994 | Sertaozinho  | Unión Estudiantil         | Unión Vecinal Trinidad    | Concepción Patín Club     | Sertaozinho Hóquei Clube  |
| XIII   | 1996 | Buenos Aires | Unión Estudiantil         | Concepción Patín Club     | Andes Talleres Sport Club | Club Atlético Huracán     |
| XIV    | 1997 | Talcahuano   | Unión Vecinal Trinidad    | Casa de Italia San Martín | Andes Talleres Sport Club | Club Atlético Huracán     |
| XV     | 1998 | Sertaozinho  | Unión Vecinal Trinidad    | Olimpia PC Trinidad       | Atlético Social San Juan  | Sertaozinho Hóquei Clube  |
| XVI    | 1999 | Sertaozinho  | Concepción Patín Club     | Sertaozinho Hóquei Clube  | Clube Portugues Recife    | Instituto León Prado      |
| XVII   | 2000 | Santiago     | Unión Estudiantil         | Clube Portugues Recife    | CUD Bancaria              | Instituto León Prado      |
| XVIII  | 2001 | Mendoza      | Unión Estudiantil         | Club Atlético Palmira     | Olimpia PC Trinidad       | Estudiantil San Miguel    |
| XIX    | 2004 | Teresópolis  | Unión Vecinal Trinidad    | Concepción Patín Club     | EC Corrêas                | Instituto León Prado      |
| XX     | 2005 | Mendoza      | Olimpia PC Trinidad       | Unión Estudiantil         | Andes Talleres Sport Club | Unión Vecinal Trinidad    |
| XXI    | 2006 | Recife       | Concepción Patín Club     | Olimpia PC Trinidad       | Club Atlético Huracán     | Andes Talleres Sport Club |
| XXII   | 2007 | Malargüe     | Concepción Patín Club     | Centro Valenciano         | Unión Estudiantil         | Andes Talleres Sport Club |
| XXIII  | 2008 | Recife       | Club Petroleros YPF       | Concepción Patín Club     | Andes Talleres Sport Club | Universidad de Chile      |
| XXIV   | 2009 | San Juan     | Unión Estudiantil         | Concepción Patín Club     | Club Petroleros YPF       | CA Unión Villa Krause     |
| XXV    | 2010 | Santiago     | Olimpia PC Trinidad       | Universidad Católica      | Universidad de Chile      | Concepción Patín Club     |
| XXVI   | 2011 | Sertaozinho  | Club Atlético Huracán     | Olimpia PC Trinidad       | Unión Vecinal Trinidad    | Sport Club do Recife      |
| XXVII  | 2012 | Buenos Aires | Sport Club do Recife      | CA San Lorenzo            | Club Atlético Huracán     | C Amigos do Hockey        |
| (*)    | 2013 | Santiago     | Club Petroleros YPF       | CA Unión Villa Krause     | Universidad de Chile      |                           |
| (*)    | 2014 | Buenos Aires | C Ciudad de Buenos Aires  | Club Atlético Huracán     | Mogiana HC                | GEBA                      |
| XXIX   | 2015 | Buenos Aires | Club Atlético Huracán     | CA Unión Villa Krause     | Centro Valenciano         | C Ciudad de Buenos Aires  |
| XXX    | 2016 | Mendoza      | Andes Talleres Sport Club | Estudiantil Porteño       | Concepción Patín Club     | Club Atlético Huracán     |
| (*)    | 2017 | Recife       | Concepción Patín Club     | Centro Valenciano         | Sport Club do Recife      | Banco Hispano             |
| XXXI   | 2018 | Santos       | L. Murialdo Guaymallén    | Concepción Patín Club     | Andes Talleres Sport Club | Atlético Social San Juan  |
| XXXII  | 2019 | San Juan     | L. Murialdo Guaymallén    | Centro Valenciano         | Casa de Italia            | C Ciudad de Buenos Aires  |
| XXXIII | 2024 | Ibagué       | HC. San Jorge             | Andes Talleres            | Huracán PC                | Olimpia                   |

(*) Ediciones no oficiales.

## Medallero
| Evento                               | Oro | Plata | Bronce | Total |
| ------------------------------------ | --- | ----- | ------ | ----- |
| Unión Estudiantil                    | 7   | 2     | 4      | 13    |
| Concepción Patín Club                | 6   | 6     | 4      | 16    |
| Unión Vecinal Trinidad               | 6   | 4     | 1      | 11    |
| Sertaozinho Hóquei Clube             | 3   | 3     | 2      | 8     |
| Olimpia PC Trinidad                  | 2   | 4     | 1      | 7     |
| Club Atlético Huracán                | 2   | 1     | 4      | 8     |
| Club Leonardo Murialdo de Guaymallén | 2   |       |        | 2     |
| Club Petroleros YPF                  | 1   | 1     | 1      | 3     |
| Andes Talleres Sport Club            | 1   | 1     | 4      | 6     |
| Sport Club do Recife                 | 1   |       | 1      | 2     |
| Unión Social San Juan                |     | 1     | 2      | 3     |
| Clube Portugues Recife               |     | 1     | 1      | 2     |
| Centro Valenciano                    |     | 2     | 1      | 3     |
| Club San Martín                      |     | 1     | 1      | 2     |
| CA San Lorenzo                       |     | 1     |        | 1     |
| CA Unión Villa Krause                |     | 1     |        | 1     |
| Casa de Italia San Martín            |     | 2     |        | 2     |
| Universidad de Chile                 |     |       | 2      | 2     |
| Estudiantil Porteño                  |     | 1     |        | 1     |
| Club Atlético Palmira                |     | 1     |        | 1     |
| CE Manuel de Salas                   |     | 1     |        | 1     |
| Universidad Católica                 |     | 1     |        | 1     |
| CUD Bancaria                         |     |       | 1      | 1     |
| EC Corrêas                           |     |       | 1      | 1     |
| Portuguesa de Desportos              |     |       | 1      | 1     |
| Smar Hóquei Clube                    |     |       | 1      | 1     |
| HC. San Jorge                        | 1   |       |        | 1     |

## Medallero por país
| Núm. | País      | Oro | Plata | Bronce | Total |
| ---- | --------- | --- | ----- | ------ | ----- |
| 1    | Argentina | 28  | 26    | 24     | 78    |
| 2    | Brasil    | 4   | 4     | 7      | 15    |
| 3    | Chile     | 2   | 2     | 2      | 6     |

- Datos: Q7361036